# Paroxetin
A paroxetin egy fenilpiperidin származék, szelektív szerotoninújrafelvétel-gátló (SSRI) antidepresszáns. 
A paroxetin fő metabolitjai oxidáció és metiláció poláris és konjugált termékei, melyek teljesen tisztázottak. Tekintve, hogy alig van farmakológiai aktivitásuk, valószínűtlen, hogy hozzájárulnak a paroxetine hatásához.
Specifikusan gátolja az 5-HT újrafelvételét (reuptake) a központi idegrendszerben. Kémiailag nem rokon a triciklikus, a tetraciklikus, és a legtöbb egyéb antidepresszívummal.
A paroxetinnek kis affinitása van a muscarinszerű cholinerg receptorokhoz. Kiderült mind az állatkísérletekből, mind a klinikai vizsgálatokból, hogy a paroxetin csak gyenge anticholinerg hatással rendelkezik, így ez a tulajdonsága a többi klasszikus antidepressivumokénál gyengébbnek tűnik.
In vitro kísérletekben kimutatták, hogy a paroxetinnek kis affinitása van az alfa 1, az alfa2 és beta adrenerg receptorokhoz, a dopamin (D2)-, 5-HTl-, 5-HT2-és hisztamin (H 1)receptorokhoz.
A paroxetin az emberi szervezetben nem csökkenti a pszichomotoros funkciókat és nem erősíti az alkohol gátló hatását.
Egészséges kísérleti alanyokban paroxetin adása után a pulzusszámban, az EKG-ben, a vérnyomásban nem észleltek klinikailag releváns változást.
Hatékony az OCD, szociális szorongás betegség / szociális fóbia, generalizált szorongásos betegség, poszttraumás stresszbetegség és pánikbetegség esetén.
A vizsgálatok arra utalnak, hogy paroxetin jóval kevésbé képes a guanetidin vérnyomáscsökkentő hatását gátolni, mint a noradrenalin felvételét gátló antidepresszánsok. A depressziós betegségek kezelésekor a paroxetin a hagyományos antidepresszánsokhoz hasonló mértékű hatékonyságot mutat. Vannak arra vonatkozó bizonyítékok is, hogy a paroxetinnek terápiás értéke lehet olyan betegeknél is, akik nem reagálnak a hagyományos kezelésre. Az, hogy paroxetin napi adagját reggel kell bevenni, nincs káros hatással az alvás minőségére, vagy időtartamára. Ráadásul a paroxetin-terápiára reagáló betegek alvása nagyobb valószínűséggel fog javulni.
Hosszantartó paroxetinkezelés során bebizonyosodott, hogy az antidepresszáns hatás legalább egy évig fennáll. Placebóval kontrollált vizsgálatok alapján a paroxetin hatása pánikbetegség kezelésében szintén legalább egy évig fennáll.
A VIII. Magyar Gyógyszerkönyvben két formában hivatalos:
| Paroxetin-hidroklorid, vízmentes | Paroxetini hydrochloridum anhydricum   |
| Paroxetin-hidroklorid–hemihidrát | Paroxetini hydrochloridum hemihydricum |

## Farmakokinetikai tulajdonságok
A paroxetin szájon át történő bevétel után jól szívódik fel és first pass metabolizmuson megy át. Maximális plazmakoncentrációt kb. 6 óra múlva ér el. Állandó koncentráció a kezelés megkezdése után 7-14 nap múlva alakul ki; nincs arra utaló jel, hogy hosszantartó kezeléskor a farmakokinetikai tulajdonságok megváltoznának. Terápiás koncentráció esetén a paroxetin fehérjéhez kötődése a plazmában 95%.
A paroxetin teljes mértékben inaktív metabolitokká alakul át, melyek a vizelettel és széklettel ürülnek. A változatlanul maradt paroxetin kiválasztódása a vizelettel kevesebb mint 2%. Az eliminációs felezési idő változó, általában 24 óra.

## Lehetséges mellékhatások
A többi SSRI típusú szerhez hasonlóan a leggyakoribb mellékhatások a szájszárazság, fokozott izzadás, szédülés, remegés, hasmenés vagy lágy széklet, emésztési zavarok, hányinger, émelygés, étvágytalanság, álmatlanság vagy aluszékonyság, szexuális zavarok, depressziósoknál az öngyilkossági hajlam fokozódása, továbbá érzelmi elsivárosodás. Egyes esetekben a szexuális mellékhatások fennmaradhatnak az SSRI kezelést követően is (PSSD: Post-SSRI Sexual Dysfunction).

## Védjegyezettnevű készítmények
- Paroxat
- Seroxat
- Paxil
- Paretin (Sandoz)
- Rexetin